# Columna de Astoria
La columna de Astoria (en inglés: Astoria Column) es una columna monumental erigida en el noroeste del Pacífico de los Estados Unidos, que domina la desembocadura del río Columbia desde la colina de Coxcomb en la ciudad de Astoria, en el estado de Oregón. La torre fue construida en 1926 con la financiación del Gran Ferrocarril del Norte y de Vincent Astor, el bisnieto de John Jacob Astor, en conmemoración del papel de la ciudad en la historia de los negocios de la familia. Realizada en hormigón y acero es parte del parque Astor (Astor Park), un parque urbano de  12.0 hectáreas en la ciudad. La columna, de 38 m de altura, tiene una escalera de caracol interior metálica de 164 escalones  que asciende hasta una plataforma de observación exterior dispuesta en la parte superior. La columna y su plataforma de observación están abiertas al público todos los días de 5:00 a. m. a 10:00 p. m. y la entrada es gratuita.  La columna también cuenta con una tienda de regalos.
La columna tiene un friso exterior  esgrafiado que muestra catorce escenas con eventos importantes en la historia temprana de Oregón, así como dieciocho escenas más de la historia de la región, incluido el «descubrimiento del Columbia por parte del capitán Gray» en 1792 y la expedición de Lewis y Clark. El friso comienza con el «bosque prístino» y concluye con la llegada del ferrocarril a Astoria.
Fue incluida en el Registro Nacional de Lugares Históricos el 2 de mayo de 1974.

## Historia
La torre fue construida en 1926 con financiación del Great Northern Railway y Vincent Astor, bisnieto de John Jacob Astor , en conmemoración del papel de la ciudad en la historia empresarial de la familia. Siguiendo el modelo de la columna de Trajano en Roma (y de la columna de la Place Vendôme en París), la columna de Astoria se inauguró el 22 de julio de 1926. En 1936 se realizaron trabajos de mantenimiento  en 1936. En 1974, la columna fue incluida en el Registro Nacional de Lugares Históricos. Los murales realizados en el fuste por el exterior de la columna fueron renovados en 1995 y se añadió una plaza de granito en 2004.
La columna fue parte de una serie de monumentos erigidos por Great Northern Railway entre 1925 y 1926.

## Detalles

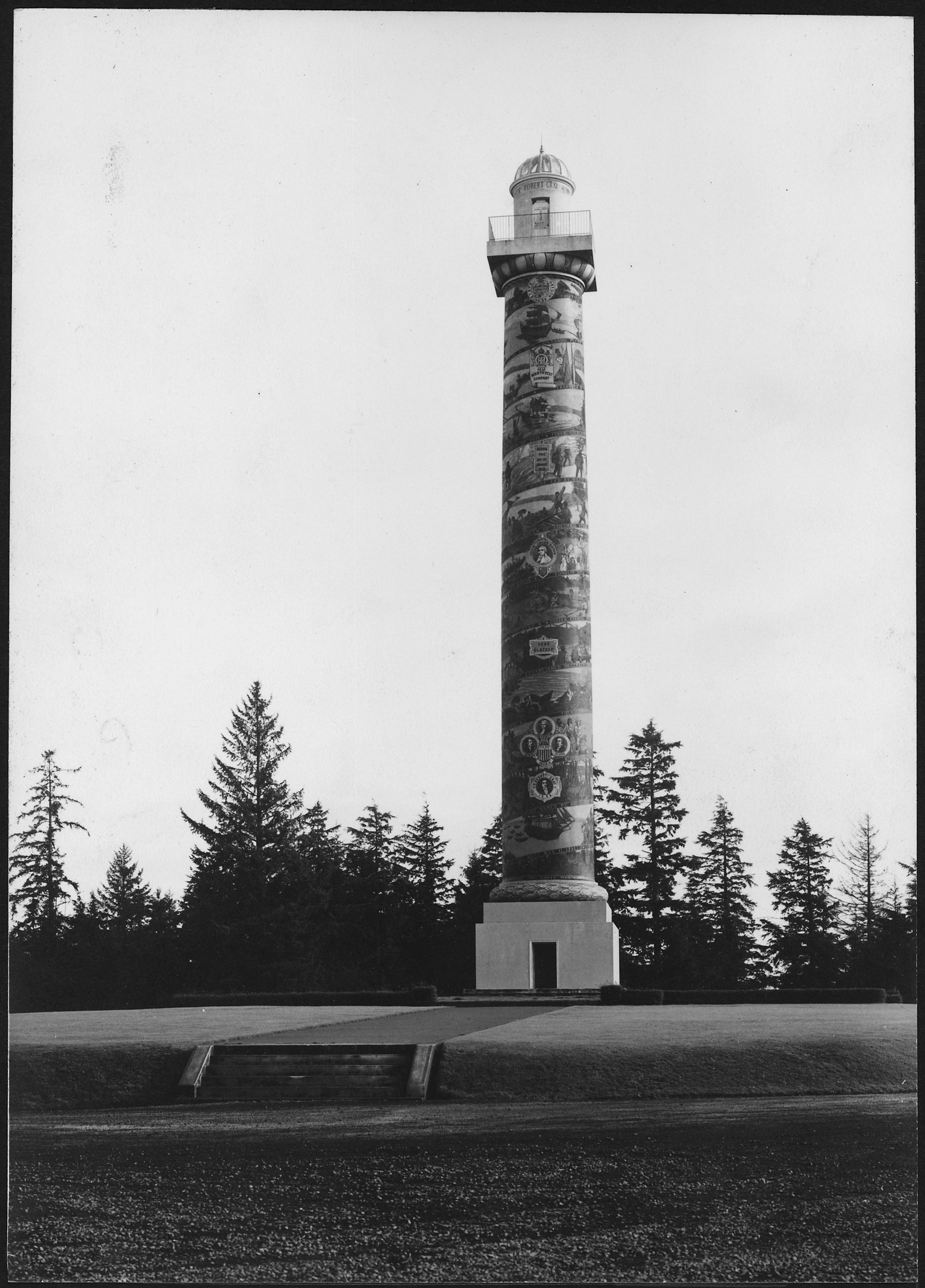
La columna en 1938, fotografiada por George A. Grant

La columna de 38 m de altura se encuentra en la cima de Coxcomb Hill de 180 m  e incluye una escalera de caracol interior que conduce a una plataforma de observación exterior en la parte superior. El friso en espiral esgrafiado en el exterior de la edificación tiene un ancho de unos 2,1 m y una longitud de 160 m. Proyectado por Electus D. Litchfield y pintado por Attilio Pusterla, el mural muestra catorce escenas con eventos importantes en la historia temprana de Oregón, así como dieciocho escenas más de la historia de la región, incluido el «descubrimiento del Columbia por parte del capitán Gray» en 1792 y la expedición de Lewis y Clark. El friso comienza con el «bosque prístino» y concluye con la llegada del ferrocarril a Astoria.
Construida en hormigón, sus cimientos tienen 3,7 m de profundidad. Construida a un costo de $27,134 (equivalente a $466,990 en 2023), la torre tiene 164 escalones hasta la cima, donde hay una réplica del Sello del estado de Oregón.
Una placa cerca de la columna conmemora el sistema pionero de Televisión por Antena Comunitaria (Community Antenna Television,  CATV]] construido por el residente local Leroy E. "Ed" Parsons, inicialmente en el Hotel Astoria, en el que cables de transmisión de dos conductores redistribuían la señal de KRSC-TV (ahora KING -TV) en Seattle, Washington a hogares del área. Byron Roman, antiguo residente de Astoria, también participó en la invención y distribución del cable.
La escalera de caracol de hierro fundido dentro de la columna se cerró por razones de seguridad en noviembre de 2007. Se reabrió al público a tiempo para la Regatta en agosto de 2009.

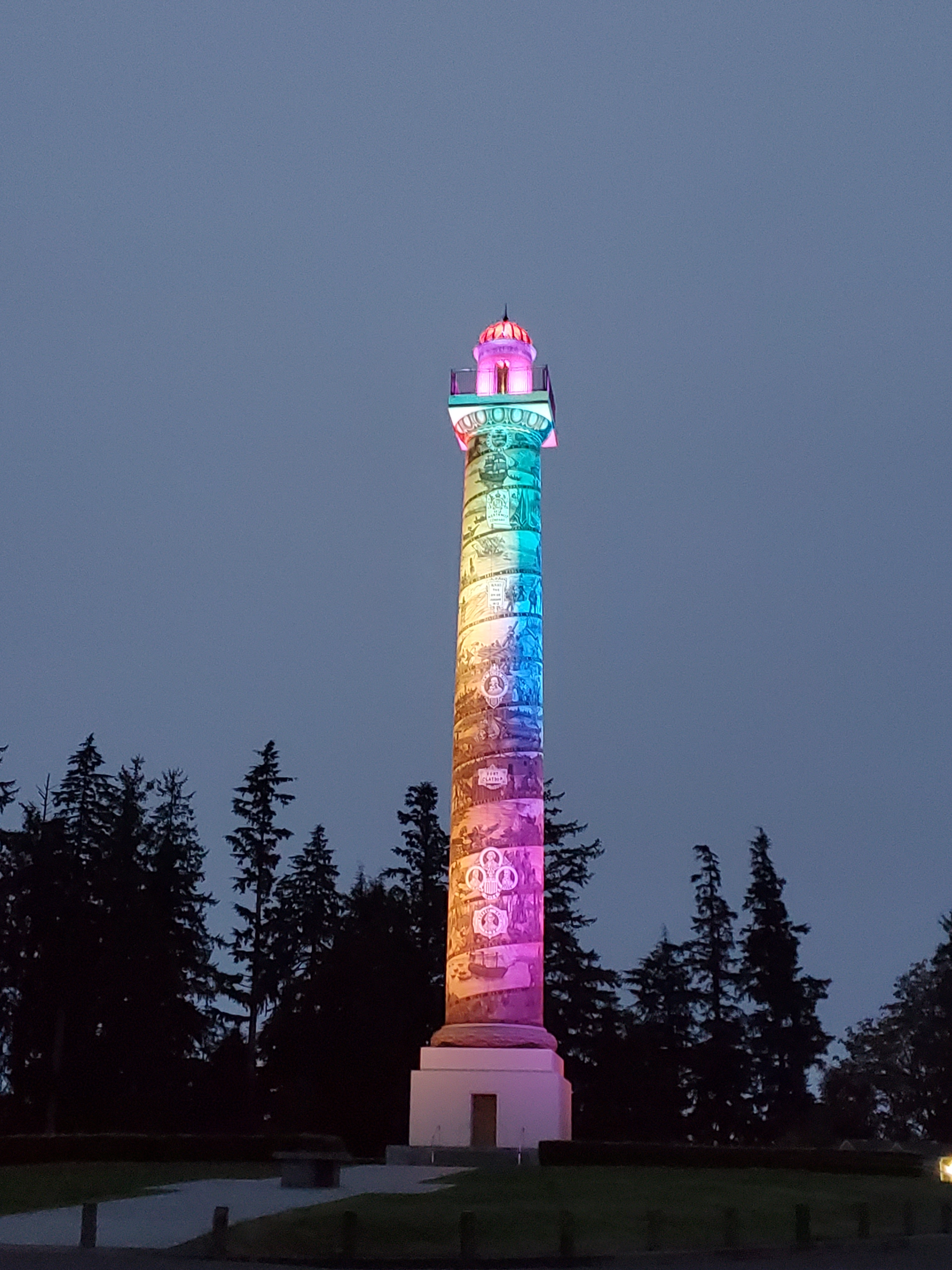
Columna Astoria en un arco iris
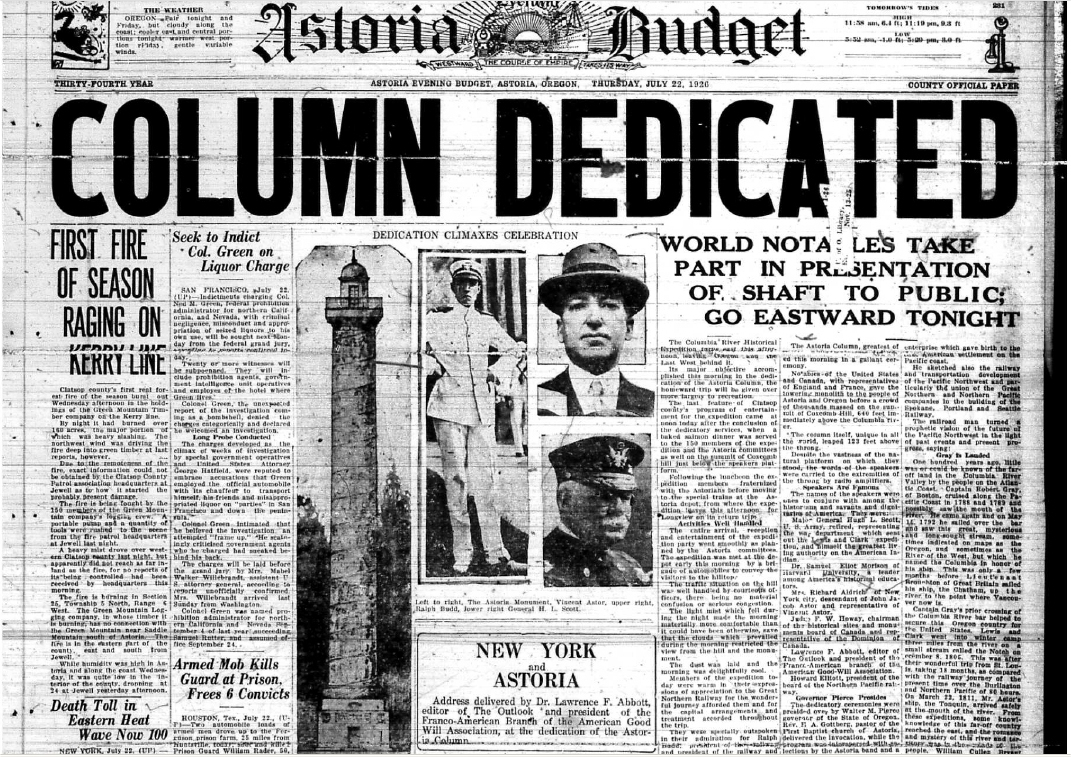
Periódico del día de la dedicación.
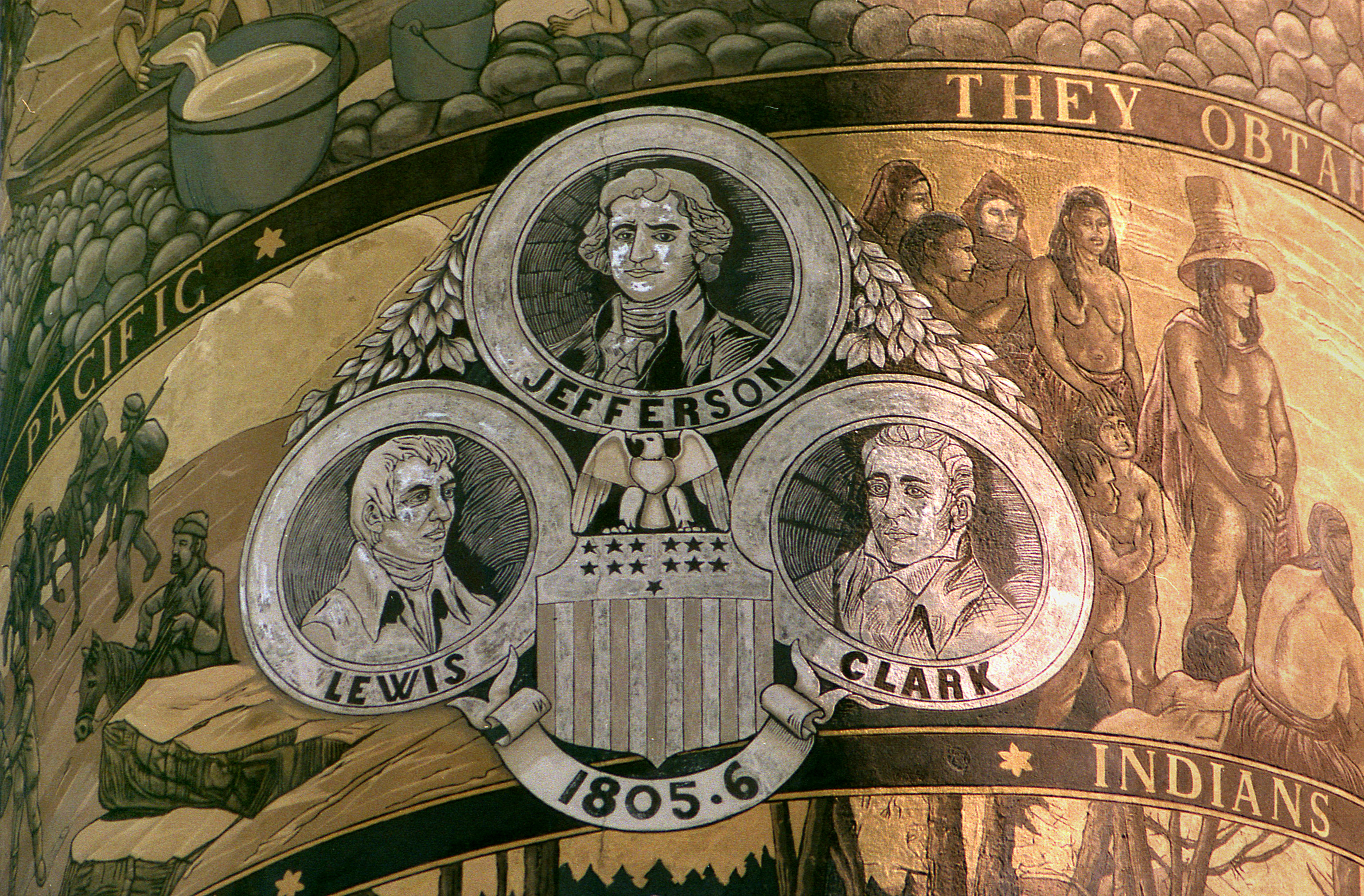
Detalle del mural de la columna.
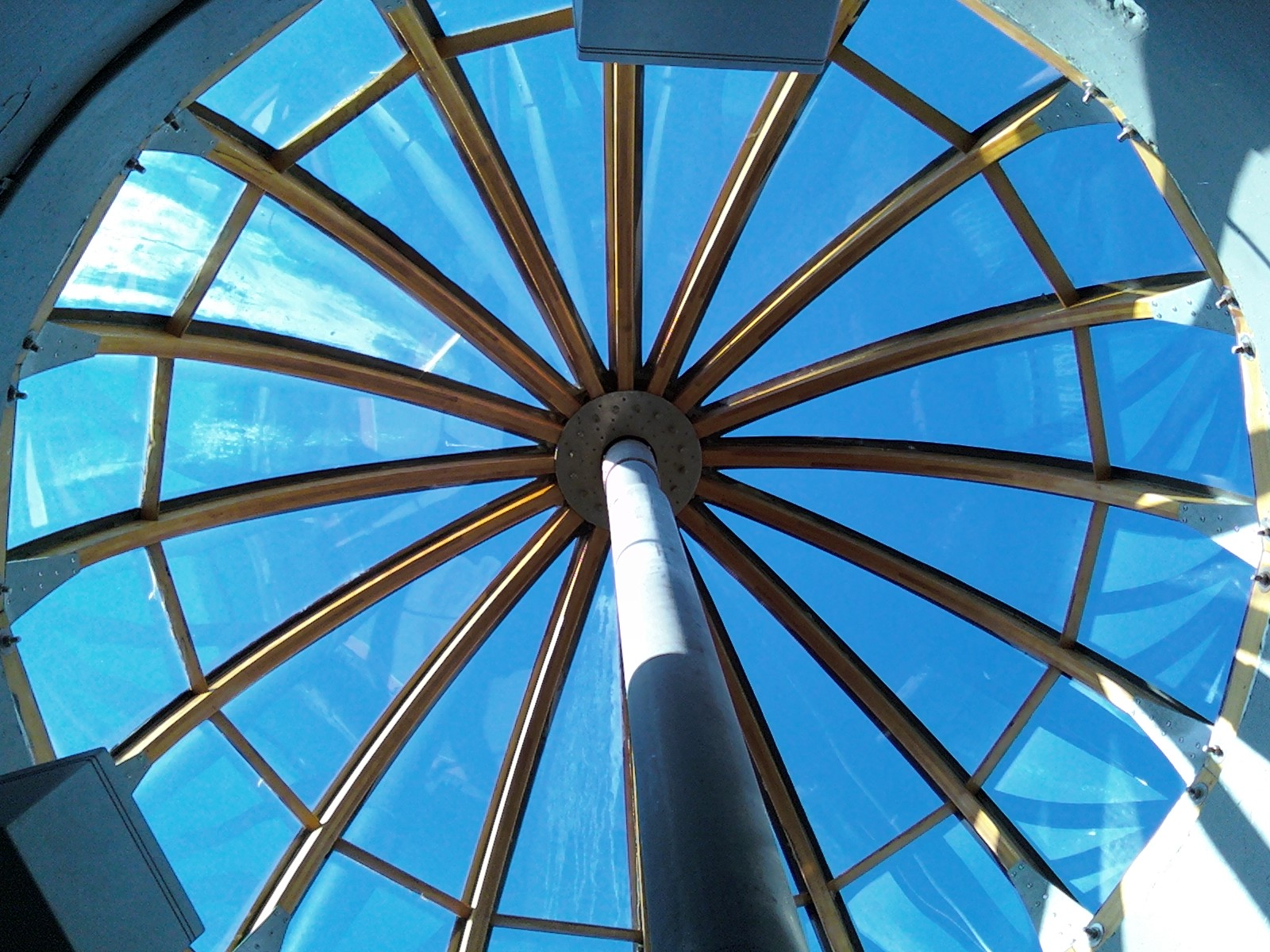
Techo
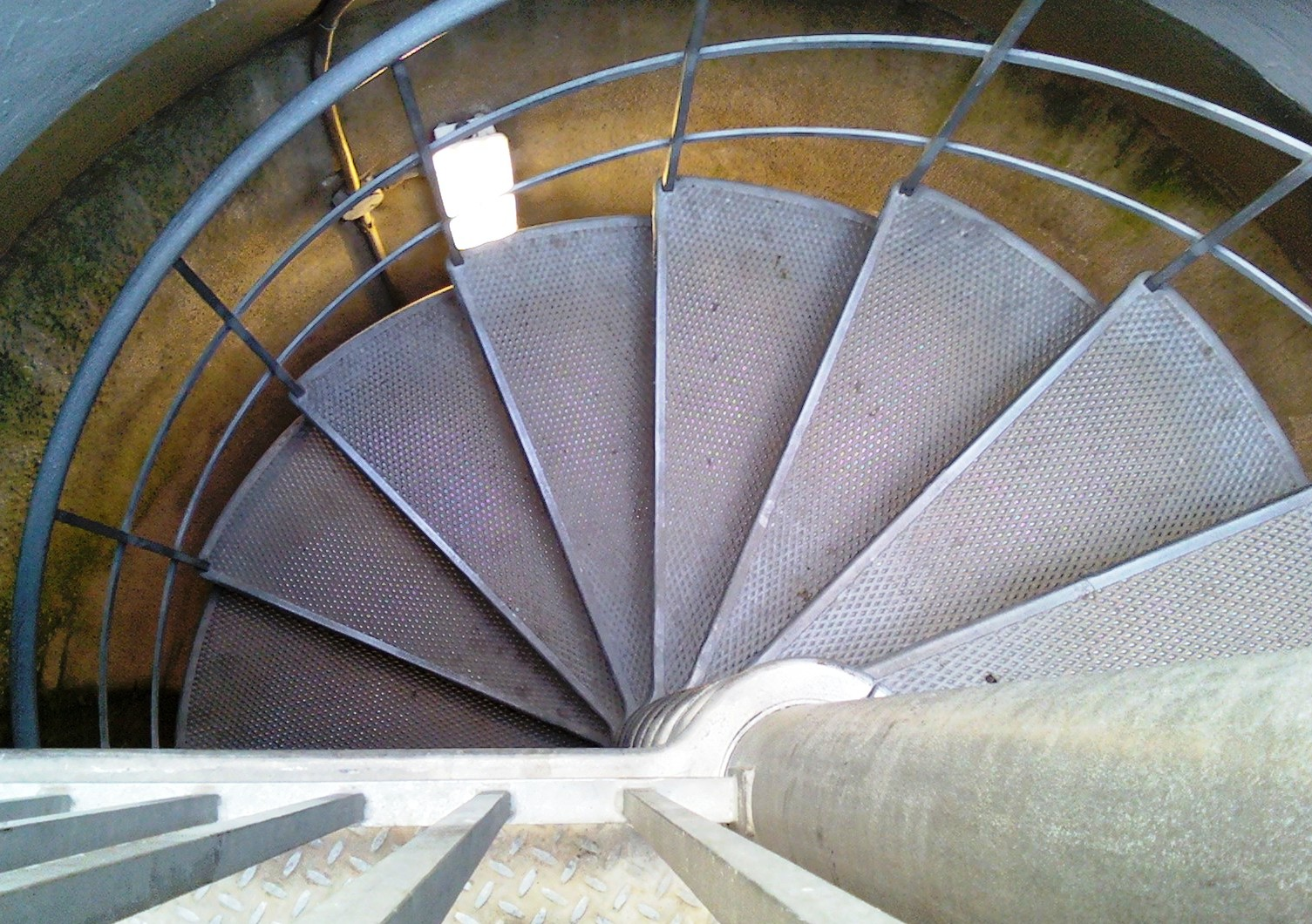
Escalera de caracol (mirando hacia abajo)
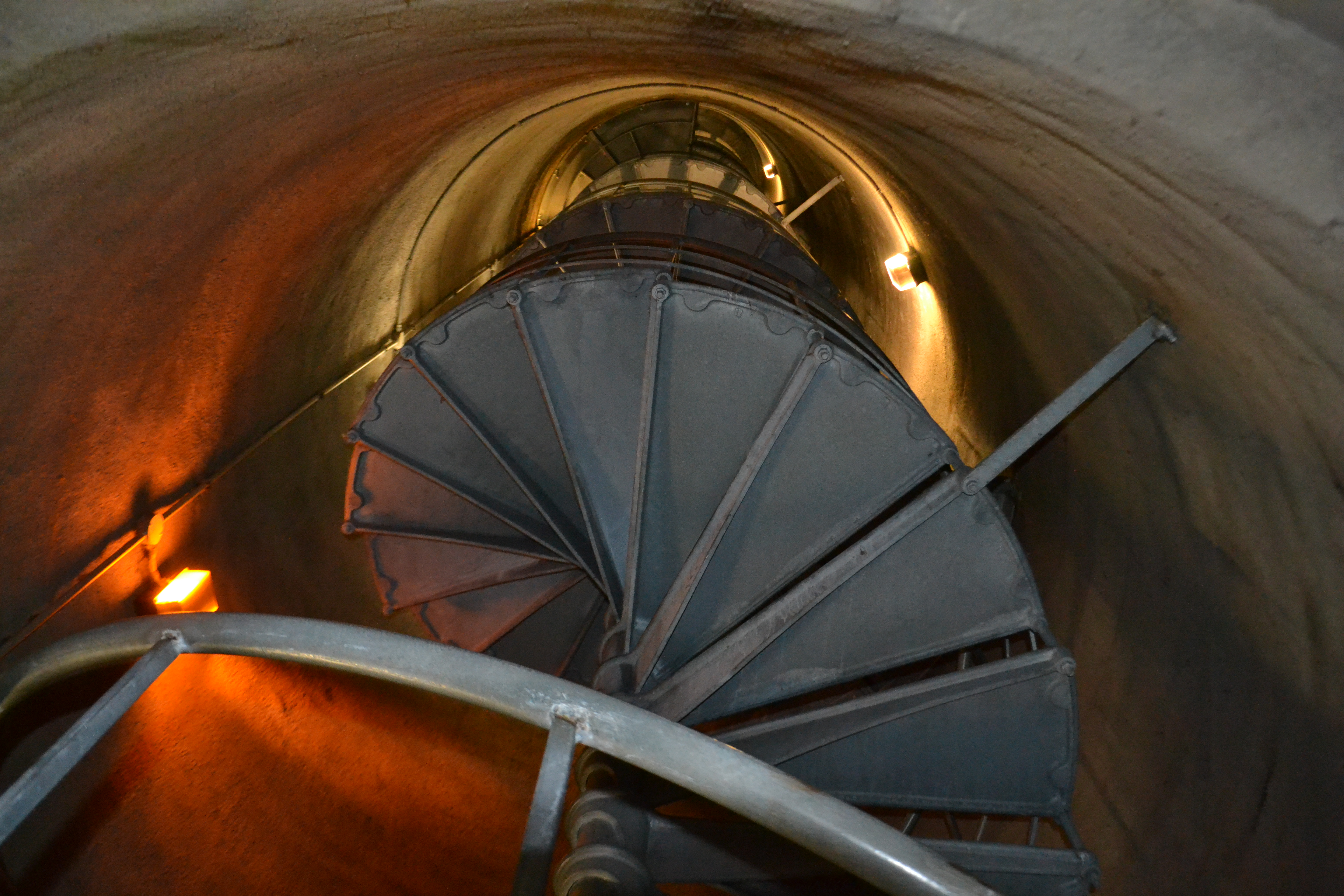
Escalera de caracol (mirando hacia arriba)
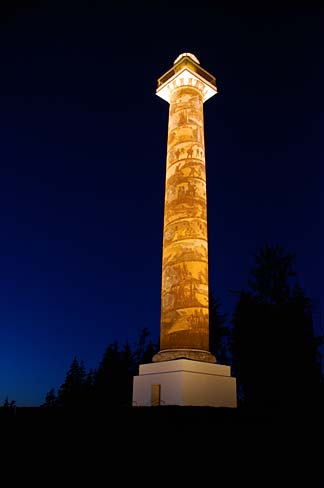
La columna de noche
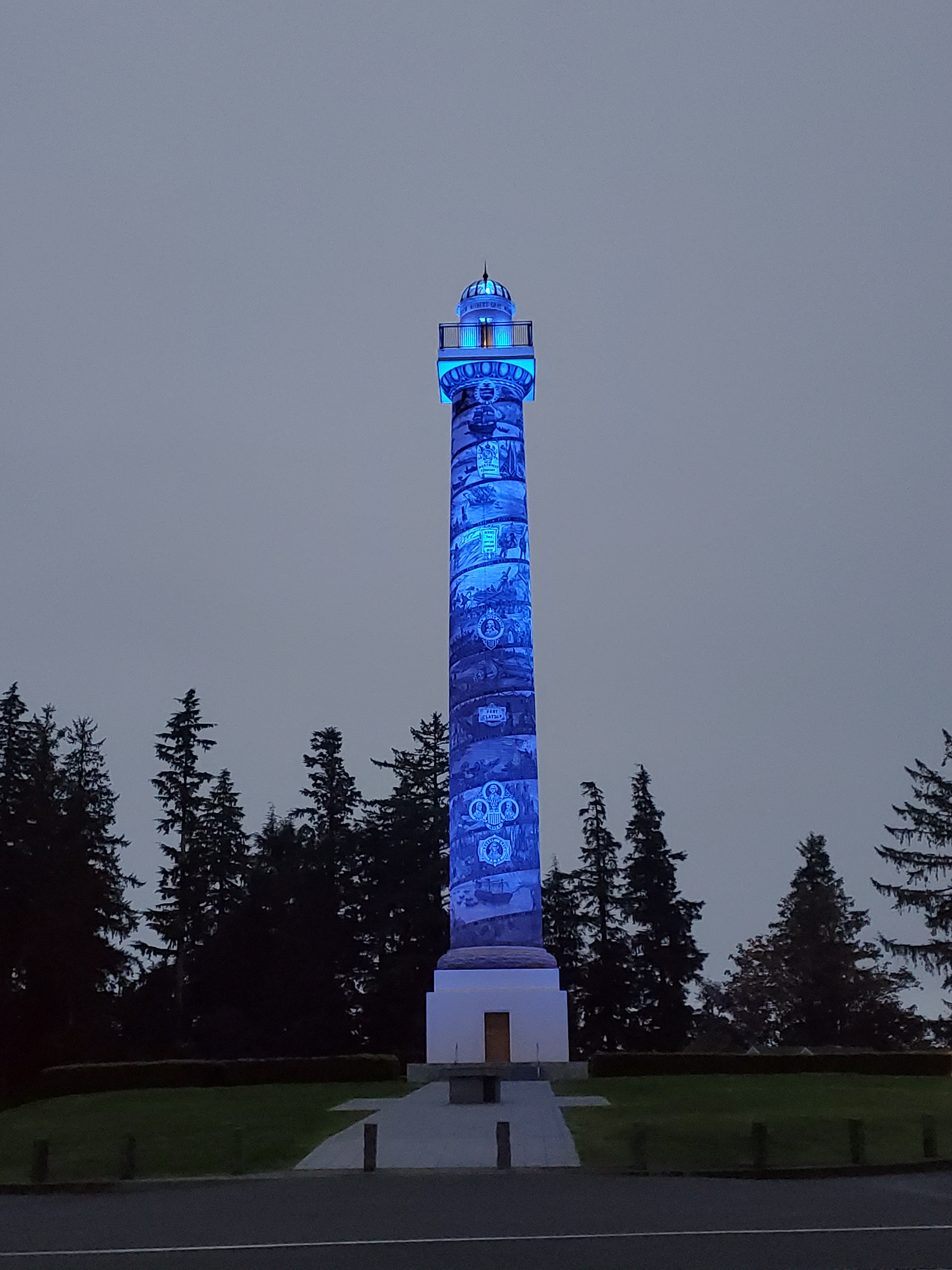
La columna en iluminación azul.